# Ernst Klindwort
Ernst Klindwort (* 28. Januar 1900 in Schwartau; † 26. Dezember 1988 in Hamburg) war ein deutscher Schiffbauingenieur und Hochschullehrer, dessen Arbeitsschwerpunkt auf dem Gebiet der Formgebung von Schiffen lag.

## Leben
Klindwort wurde 1900 in Bad Schwartau geboren und studierte nach dem Abitur am Lübecker Katharineum und der üblichen Praktikumszeit an der Technischen Hochschule Berlin-Charlottenburg. Nach seinem Diplom im Jahre 1922 begann er im Entwurfsbüro der Werft Blohm + Voss zu arbeiten und widmete sich dort vor allem der Formgebung der dort gebauten Handelsschiffe, der Staatsyacht Grille und den Segelschiffen der Gorch-Fock-Klasse.

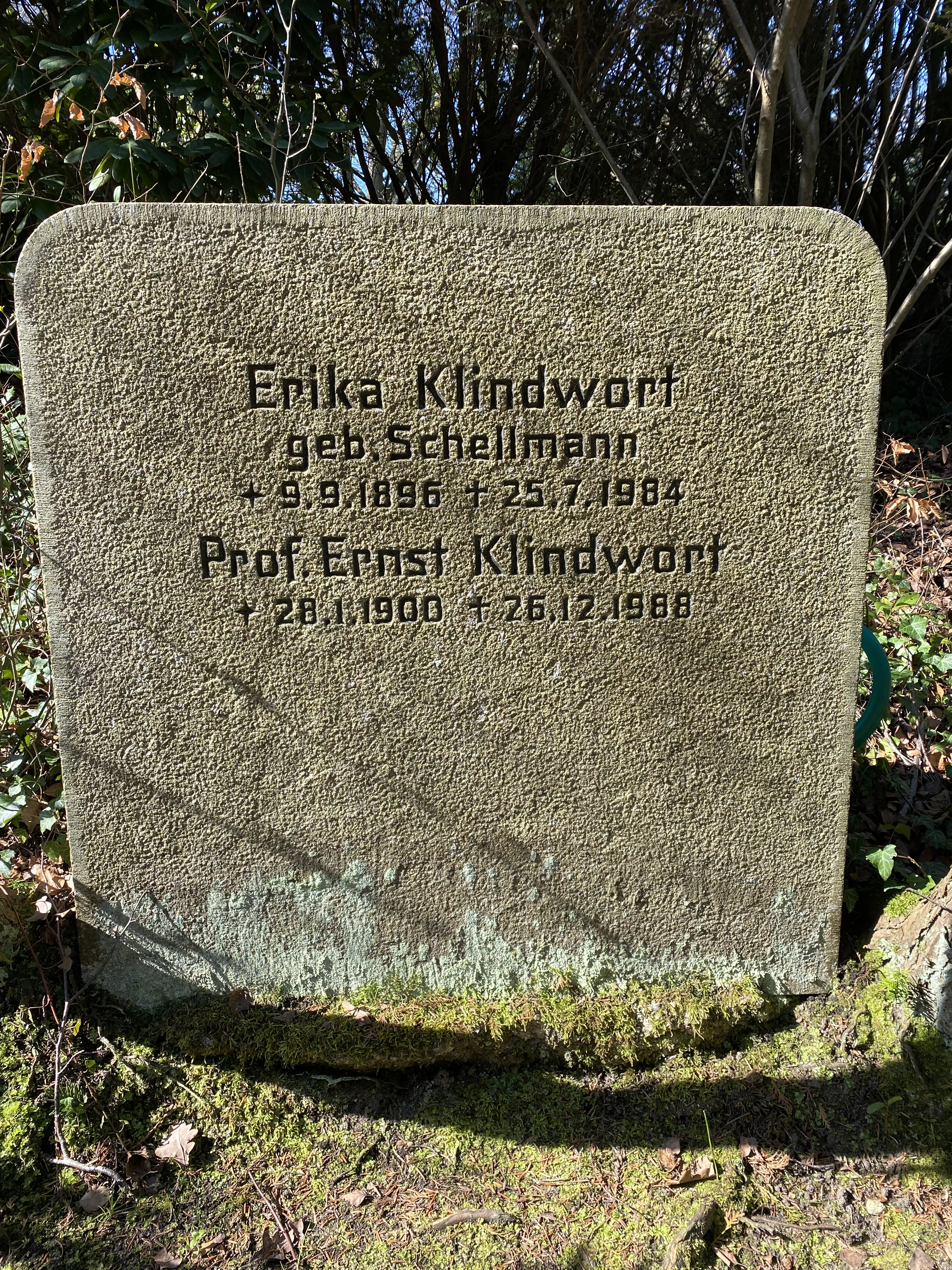
Grabstätte auf dem Friedhof Blankenese

1939 trat Klindwort die Nachfolge des emeritierten Johann Schütte auf dem Lehrstuhl Entwerfen von Schiffen an der Technischen Hochschule Berlin-Charlottenburg an. Grund für die Berufung Klindworts war der Wunsch nach einer stärkeren Praxisausrichtung des Unterrichtsfachs. Schon 1940 wurde Klindwort wieder seines Amtes enthoben, da er sich mit der nationalsozialistischen Hochschulleitung überworfen hatte. Bis zum Ende des Krieges wirkte Klindwort als technischer Direktor der Deutschen Werke in Kiel.
Nach dem Krieg hielt sich Klindwort zunächst mit Gelegenheitsarbeiten als Schiffbaureferent im Amt für Wirtschaft und Verkehr der Stadt Hamburg und beim Bureau Veritas über Wasser. Nach der Lockerung des Schiffbauverbots des Potsdamer Abkommens im Jahr 1949 berief man auf Betreiben von Fritz Horn Klindwort erneut zum Ordinarius an der Technischen Hochschule Berlin-Charlottenburg.
1953 hielt Klindwort einen Vortrag vor der Schiffbautechnischen Gesellschaft, in dem er seine vor dem Krieg bei Blohm + Voss durchgeführte Arbeit vorstellte. Klindwort monierte darin, dass zum Beispiel die theoretischen Arbeiten von Weinblum und Thomas Havelock oder die Versuche von David W. Taylor keine direkte Hilfe bei der Formfindung von Schiffen böten. Die im Vortrag enthaltene Kritik an der theoretischen Lehre und ihren Vertretern führte zu einer heftigen Diskussion im betroffenen Kreis. Da Klindwort mit seiner Art der akademischen Lehre keine Zustimmung fand, schickte ihn die Hochschule 1955 in den vorzeitigen Ruhestand. Klindwort gewann daraufhin einen Rechtsstreit gegen die Schule, der ihn rehabilitierte. Er konnte zwar keine Lehrtätigkeit mehr aufnehmen, nahm in der Folge aber weiter aktiv am fachlichen Leben der Schiffbautechnischen Gesellschaft teil. Klindwort starb am 26. Dezember 1988 in Hamburg und wurde auf dem dortigen Friedhof Blankenese beigesetzt.

## Schriften (Auswahl)
- Erfahrungen bei der Formgebung und im Antrieb von Seeschiffen mittlerer Froude-Zahlen, Jahrbuch der Schiffbautechnischen Gesellschaft. 47. Band, Springer, Berlin 1953